# Тертій
Тертій (лат. Tertius) — за переказами, один із сімдесяти апостолів, християнин із Коринфу, що переписував  Послання до Римлян: 
| Вітаю вас у Господі й я, Тертій, що писав це послання. Рим. 16:22 | Ряд авторів вважає, що Тертій переписував послання Павла із його справжнього рукопису і, можливо, переклав його на грецьку, оскільки адресоване римлянам послання могло бути написане на латині. 
Після Сосипатра Тертій був другим єпископом в Іконії, де і прийняв мученицьку смерть за Христа в І столітті, його прокололи загостреним деревом.
Пам'ять апостола Тертія відбувається у Православній церкві 17 (4) січня, 13 листопада (30 жовтня) і 23 (10) листопада.